# شعار أنغولا
شعار أنغولا يعكس الماضي القريب للبلد الحديث، حيث أنه يحوي رموزا ماركسية أكثر قوة من تلك الموجودة على العلم الوطني.
في مركز الدرع، ساطور ومجرفة تمثل ثورة التي من خلالها حصل البلد على استقلاله وعلى أهمية العمال الزراعيين. فوق هذه الشعارات، تظهر نجمة، والتي غالبا ما تستخدم في أعلام وصور الاشتراكيين، وترمز للتقدم. الشمس المشرقة هي رمز التقليدي للانطلاق الجديد. الكل وسط دائرة يشكل نصفها مسنن يمثل العمال الصناعيين، ونصف الآخر سنبلة ذرى وغصن نبات القطن يرمزان لأهمية هذه المحاصيل في اقتصاد البلاد. في الأسفل، كتاب مفتوح يمثل التعليم.
كتب في الأسفل على شريط الاسم الرسمي للبلاد وهو بالبرتغالية “República de Angola” (جمهورية أنغولا).